# Лани (Сілезьке воєводство)
Лани (пол. Łany) — село в Польщі, у гміні Рудзінець Гливицького повіту Сілезького воєводства.
Населення — 408 осіб (2011).
У 1975—1998 роках село належало до Катовицького воєводства.

## Демографія
Демографічна структура станом на 31 березня 2011 року:
|          | Загалом | Допрацездатний вік | Працездатний вік | Постпрацездатний вік |
| -------- | ------- | ------------------ | ---------------- | -------------------- |
| Чоловіки | 193     | 24                 | 144              | 25                   |
| Жінки    | 215     | 32                 | 139              | 44                   |
| Разом    | 408     | 56                 | 283              | 69                   |